# D 687 (Türkei)
Die Straße D 687 (Devlet yolu 687) ist eine durch die Tunneleröffnung im Jahr 2023 um 15 km verkürzte, 130 km lange Straße in der Türkei. Sie verbindet Beyşehir am gleichnamigen See dem zwischen Antalya und Manavgat in der Küstenebene gelegenen Serik.

## Verlauf

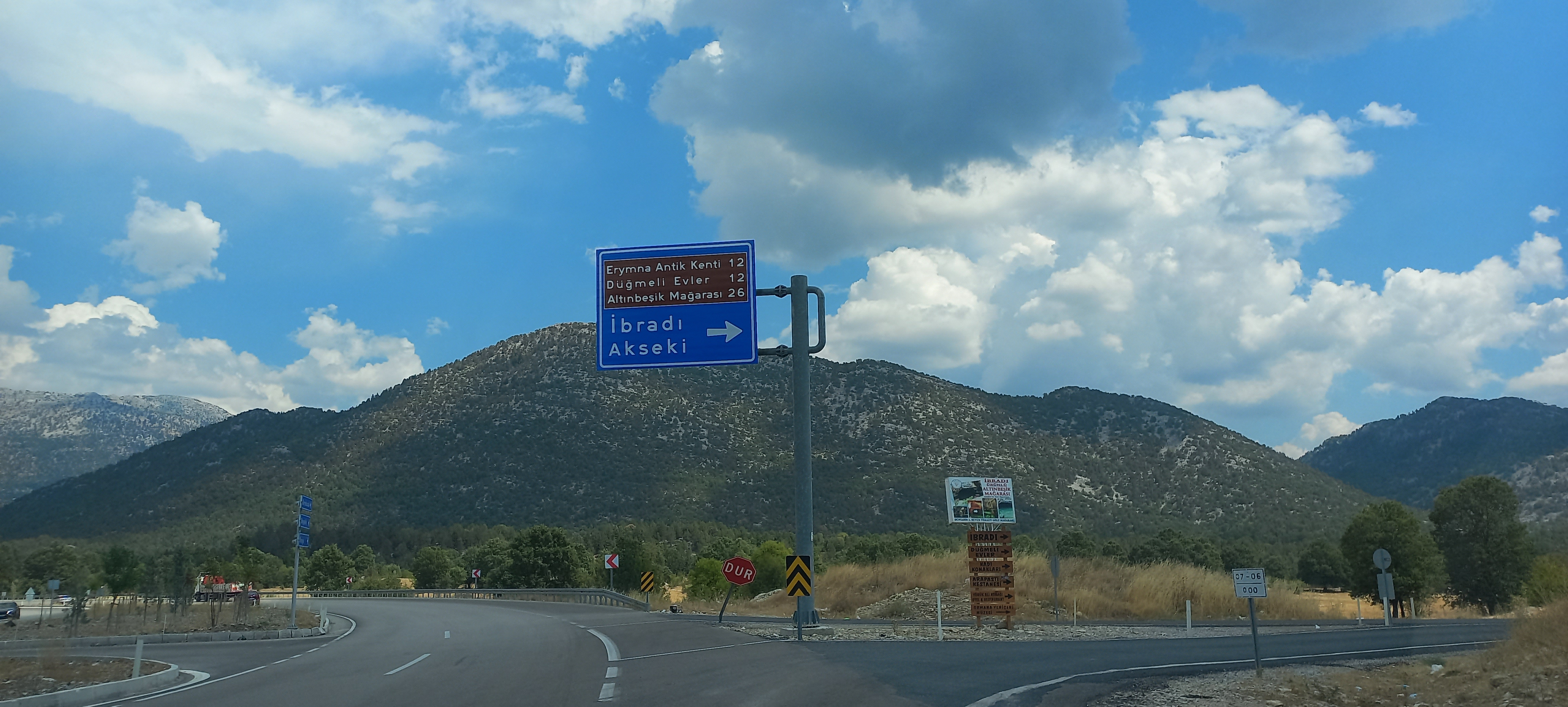
Abzweig nach İbradı

Die Straße zweigt in Fortsetzung der von Konya kommenden Straße D 330 in Beyşehir von der D 695 ab, führt zunächst am Südufer des Beyşehir-Sees entlang und weiter über Derebucak und an İbradı nördlich vorbei und durch den im Mai 2023 eröffneten, 5068 m langen Demirkapı-Tunnel nach Serik, wo sie an der West-Ost-Achse der D 400 endet.